# Romeinse baden (Potsdam)
De Romeinse baden in Potsdam werden in de periode 1829-1840 gebouwd in opdracht van Frederik Willem IV van Pruisen. Architecten waren Karl Friedrich Schinkel en Ludwig Persius. De baden bevinden zich in het park Sanssouci van Frederik de Grote. Ze maken deel uit van de werelderfgoedinschrijving Paleizen en parken van Potsdam en Berlijn.

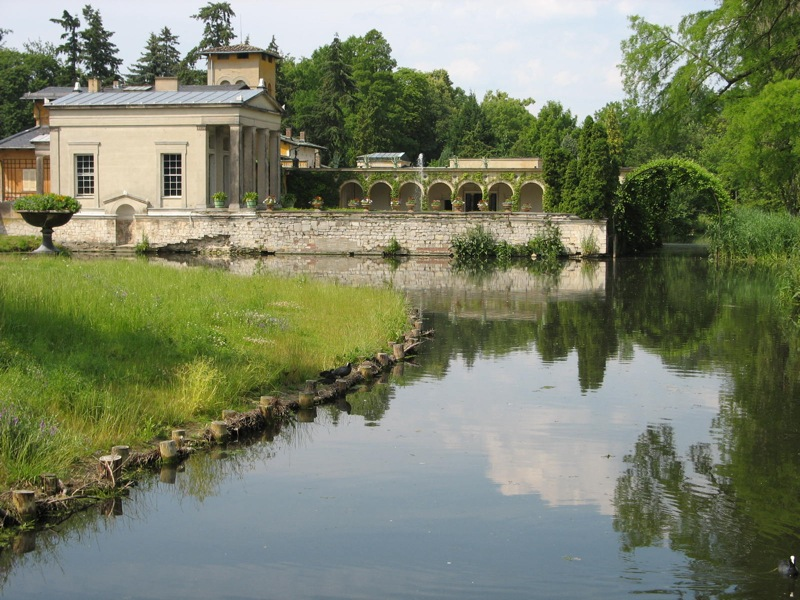
Zuidzijde
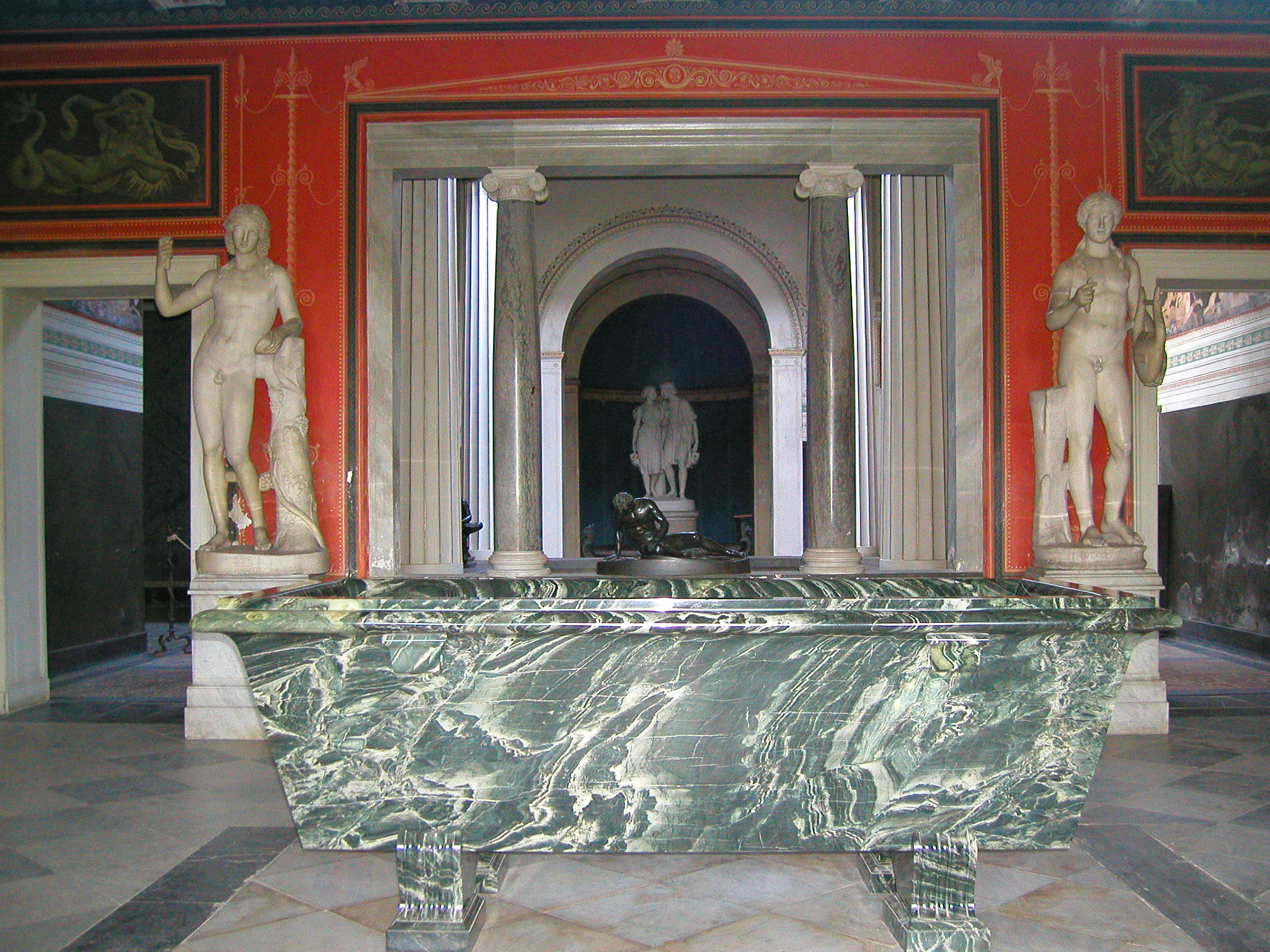
Atrium

Dit object is onderdeel van het ensemble paleizen en parken van Potsdam en Berlijn dat in 1990, 1992 en 1999 in drie fasen op de werelderfgoedlijst van de UNESCO is geplaatst. Andere items ervan zijn:
De Russische kolonie Alexandrowka · 
De Antieke Tempel · 
Het Slot Babelsberg · 
Het Babelsbergpark · 
De Belvédère op de Pfingstberg · 
 De Belvédère van Sanssouci · 
De Bildergalerie · 
Slot Cecilienhof · 
Slot Charlottenhof · 
Het Chinese theehuis · 
 Het Drakenhuis · 
Het Glienickepark · 
Het Jachtslot Glienicke · 
Het Slot Glienicke · 
 Het keizerlijk station van Potsdam · 
Het Marmerpaleis · 
De Neptunusgrotte · 
Het Nieuwe paleis · 
De Nieuwe Tuin · 
De Nieuwe Vertrekken · 
De blokhut Nikolskoë · 
Het Oranjerieslot · 
Het Pauweneiland · 
De Sint-Petrus-en-Pauluskerk van Nikolskoë · 
De Pomonatempel · 
De Romeinse baden · 
Slot Sanssouci · 
Slot Sacrow · 
 De Verlosserkerk van Sacrow · 
De Vredeskerk · 
De vriendschapstempel